# Аланталлі
Аланталлі (*д/н — бл. 1236 до н. е./1235 до н. е.) — 3-й володар держави Міра близько 1250—1236/1235 років до н. е. Його зображення відоме з барельєфу, вибитого на гірському перевалі Карабел, на заході Туреччини.

## Життєпис
Ймовірно був сином царя Купанта-Рунтії. Посів трон десь близько 1259 року до н. е. Можливо у 1265 році до н. е. був вже співцарем батька та брав участь у битві при Кадеші.
Відомості про нього обмежені: виступав як свідок при укладанні договору між хеттським царем Тудхалією IV і Курунтою, володарем Тархунтасси.
Висловлюється припущення, що Аланталлі згадується в так званому «Листі Мілаванти». автором якого був напевне Тудхалія IV. Тут мова йде про конфлікт хеттів з Аххіявою. В це протистояння був втягнутий Аланталлі: за однією версією під впливом Аххіяви він повстав проти хеттів, за іншою — намагався чинити спротив вторгненню Аххіяви. Зрештою Аланталлі втратив владу, а новим володарем Міри став його син Таркаснава.